# Cúp bóng đá châu Á 2015 (Bảng C)
Dưới đây là thông tin chi tiết về các trận đấu trong khuôn khổ bảng C của Cúp bóng đá châu Á 2015, là một trong bốn bảng đấu thuộc Cúp bóng đá châu Á 2015. Trận đầu tiên của bảng sẽ diễn ra vào ngày 11 tháng 1, trận đấu thứ 2 vào ngày 15 tháng 1, và trận đấu cuối cùng được đá vào ngày 19 tháng 1. Tất cả sáu bảng đấu sẽ được đá tại các sân vận động ở Úc. Bảng đấu gồm có Iran, UAE, Qatar, và Bahrain.

## Các đội bảng C
| Vị trí | Đội tuyển | Tư cách qua vòng loại | Ngày vượt vòng loại  | Số lần tham dự | Lần tham dự gần nhất | Thành tích tốt nhất        | Xếp hạng FIFA    | Xếp hạng FIFA   |
| Vị trí | Đội tuyển | Tư cách qua vòng loại | Ngày vượt vòng loại  | Số lần tham dự | Lần tham dự gần nhất | Thành tích tốt nhất        | tháng 3 năm 2014 | Bắt đầu sự kiện |
| ------ | --------- | --------------------- | -------------------- | -------------- | -------------------- | -------------------------- | ---------------- | --------------- |
| C1     | Iran      | Nhất bảng B           | 19 tháng 11 năm 2013 | 13             | 2011                 | Vô địch (1968, 1972, 1976) | 42               | 51              |
| C2     | UAE       | Nhất bảng E           | 15 tháng 11 năm 2013 | 9              | 2011                 | Á quân (1996)              | 61               | 80              |
| C3     | Qatar     | Nhì bảng D            | 19 tháng 11 năm 2013 | 9              | 2011                 | Tứ kết (2000, 2011)        | 101              | 92              |
| C4     | Bahrain   | Nhất bảng D           | 15 tháng 11 năm 2013 | 5              | 2011                 | Hạng tư (2004)             | 106              | 110             |

Ghi chú
1. ↑  Các bảng xếp hạng của tháng 3 năm 2014 đã được sử dụng để giao cho trận chung kết.

## Thứ hạng
| VT | Đội     | ST | T | H | B | BT | BB | HS | Đ | Giành quyền tham dự                     |
| -- | ------- | -- | - | - | - | -- | -- | -- | - | --------------------------------------- |
| 1  | Iran    | 3  | 3 | 0 | 0 | 4  | 0  | +4 | 9 | Giành quyền vào vòng đấu loại trực tiếp |
| 2  | UAE     | 3  | 2 | 0 | 1 | 6  | 3  | +3 | 6 | Giành quyền vào vòng đấu loại trực tiếp |
| 3  | Bahrain | 3  | 1 | 0 | 2 | 3  | 5  | −2 | 3 |                                         |
| 4  | Qatar   | 3  | 0 | 0 | 3 | 2  | 7  | −5 | 0 |                                         |

Trong trận đấu vòng tứ kết:
- Iran sẽ đá với Iraq (nhì bảng D).
- UAE sẽ đá với Nhật Bản (nhất bảng D).

## Các trận đấu

### UAE v Qatar
| UAE                                 | 4–1      | Qatar       |
| ----------------------------------- | -------- | ----------- |
| Khalil 37', 52' · Mabkhout 56', 90' | Chi tiết | Ibrahim 23' |

| UAE | Qatar |

| GK                                     | 1  | Majed Naser (c)     |     |     |
| RB                                     | 3  | Walid Abbas         | 35' |     |
| CB                                     | 6  | Mohanad Salem       |     |     |
| CB                                     | 8  | Hamdan Al-Kamali    | 62' |     |
| LB                                     | 14 | Abdelaziz Sanqour   |     |     |
| DM                                     | 13 | Khamis Esmaeel      |     |     |
| CM                                     | 5  | Amer Abdulrahman    |     | 68' |
| CM                                     | 10 | Omar Abdulrahman    |     |     |
| RW                                     | 16 | Mohamed Abdulrahman |     | 68' |
| LW                                     | 7  | Ali Mabkhout        |     |     |
| CF                                     | 11 | Ahmed Khalil        |     | 85' |
| Vào thay người:                        |    |                     |     |     |
| MF                                     | 15 | Ismail Al Hammadi   |     | 68' |
| MF                                     | 17 | Majed Hassan        |     | 68' |
| MF                                     | 4  | Habib Fardan        |     | 85' |
| Cầu thủ nhận thẻ vàng vì lỗi phản ứng: |    |                     |     |     |
| DF                                     | 19 | Mohamed Ahmed       | 59' |     |
| Huấn luyện viên trưởng:                |    |                     |     |     |
| Mahdi Ali                              |    |                     |     |     |

| GK                      | 1  | Qasem Burhan             |     |     |
| RB                      | 3  | Abdelkarim Hassan        |     |     |
| CB                      | 13 | Ibrahim Majid (c)        |     |     |
| CB                      | 4  | Almahdi Ali Mukhtar      |     |     |
| LB                      | 5  | Abdulaziz Hatem          |     |     |
| DM                      | 10 | Khalfan Ibrahim          |     | 63' |
| CM                      | 19 | Mohammed Muntari         |     | 69' |
| CM                      | 20 | Karim Boudiaf            |     | 46' |
| RW                      | 23 | Ahmed Abdul Maqsoud      | 44' |     |
| LW                      | 11 | Hassan Al Haidos         |     |     |
| CF                      | 18 | Mohammed Tresor Abdullah |     |     |
| Vào thay người:         |    |                          |     |     |
| FW                      | 16 | Boualem Khoukhi          |     | 46' |
| FW                      | 17 | Ismaeel Mohammad         |     | 63' |
| FW                      | 9  | Meshal Abdullah          |     | 69' |
| Huấn luyện viên trưởng: |    |                          |     |     |
| Djamel Belmadi          |    |                          |     |     |

| Cầu thủ xuất sắc nhất trận: Ahmed Khalil (UAE) Trợ lý trọng tài: Jeong Hae-Sang (Hàn Quốc) Yoon Kwang-Yeol (Hàn Quốc) Trọng tài bàn: Yamamoto Yudai (Nhật Bản) Trọng tài giám sát: Najah Raham Rashid (Iraq) |

### Iran v Bahrain
| Iran                        | 2–0      | Bahrain |
| --------------------------- | -------- | ------- |
| Hajsafi 45+1' · Shojaei 71' | Chi tiết |         |

| Iran | Bahrain |

| GK                      | 1  | Alireza Haghighi     |     |     |
| RB                      | 3  | Ehsan Hajsafi        | 23' |     |
| CB                      | 4  | Jalal Hosseini       |     |     |
| CB                      | 8  | Morteza Pouraliganji |     |     |
| LB                      | 11 | Vouria Ghafouri      |     |     |
| DM                      | 7  | Masoud Shojaei       |     | 80' |
| CM                      | 6  | Javad Nekounam (c)   |     |     |
| CM                      | 14 | Andranik Teymourian  |     |     |
| RW                      | 21 | Ashkan Dejagah       |     | 89' |
| LW                      | 23 | Mehrdad Pouladi      |     |     |
| CF                      | 16 | Reza Ghoochannejhad  |     | 75' |
| Vào thay người:         |    |                      |     |     |
| FW                      | 20 | Sardar Azmoun        |     | 75' |
| FW                      | 18 | Alireza Jahanbakhsh  |     | 80' |
| FW                      | 17 | Soroush Rafiei       |     | 89' |
| Huấn luyện viên trưởng: |    |                      |     |     |
| Carlos Queiroz          |    |                      |     |     |

| GK                      | 1  | Sayed Jaffer           |     |     |
| RB                      | 2  | Mohamed Husain (c)     |     |     |
| CB                      | 3  | Waleed Al-Hayam        |     | 65' |
| CB                      | 12 | Faouzi Aaish           |     |     |
| LB                      | 17 | Hussain Ali Baba       |     |     |
| DM                      | 4  | Sayed Saeed            |     |     |
| CM                      | 7  | Abdulwahab Al-Safi     |     |     |
| CM                      | 15 | Abdullah Omar          | 44' |     |
| RW                      | 11 | Ismail Abdul-Latif     |     | 66' |
| LW                      | 14 | Jaycee John Okwunwanne |     |     |
| CF                      | 20 | Sami Al-Husaini        |     | 80' |
| Vào thay người:         |    |                        |     |     |
| DF                      | 23 | Rashed Al-Hooti        |     | 65' |
| MF                      | 9  | Abdulwahab Al-Malood   |     | 66' |
| MF                      | 8  | Sayed Ahmed            |     | 80' |
| Huấn luyện viên trưởng: |    |                        |     |     |
| Marjan Eid              |    |                        |     |     |

| Cầu thủ xuất sắc nhất trận: Ehsan Hajsafi(Iran) Trợ lý trọng tài: Matthew Cream (Úc) Paul Cetrangolo (Úc) Trọng tài bàn: Christopher Beath (Úc) Trọng tài giám sát: Yagi Akane (Nhật Bản) |

### Bahrain v UAE
| Bahrain        | 1–2      | UAE                             |
| -------------- | -------- | ------------------------------- |
| Okwunwanne 26' | Chi tiết | Mabkhout 1' · Husain 73' (l.n.) |

| Bahrain | UAE |

| GK                      | 1  | Sayed Jaffer           |       |     |
| RB                      | 15 | Abdullah Omar          |       |     |
| CB                      | 18 | Mohamed Duaij Mahorfi  |       | 67' |
| CB                      | 2  | Mohamed Husain (c)     | 11'   |     |
| LB                      | 23 | Rashed Al Hooti        | 89'   |     |
| RM                      | 4  | Sayed Saeed            |       | 78' |
| CM                      | 8  | Sayed Ahmed            |       |     |
| CM                      | 7  | Abdulwahab Al Safi     | 50'   |     |
| LM                      | 12 | Faouzi Aaish           | 90+4' |     |
| CF                      | 14 | Jaycee John Okwunwanne |       |     |
| CF                      | 9  | Abdulwahab Al Malood   |       | 78' |
| Vào thay người:         |    |                        |       |     |
| DF                      | 17 | Hussain Ali Baba       |       | 67' |
| FW                      | 11 | Ismaeel Abdullatif     |       | 78' |
| FW                      | 20 | Sami Al-Husaini        |       | 78' |
| Huấn luyện viên trưởng: |    |                        |       |     |
| Marjan Eid              |    |                        |       |     |

| GK                      | 1  | Majed Naser (c)     |  |     |
| RB                      | 14 | Abdelaziz Sanqour   |  |     |
| CB                      | 8  | Hamdan Al-Kamali    |  | 81' |
| CB                      | 23 | Mohamed Ahmed       |  |     |
| LB                      | 3  | Walid Abbas         |  |     |
| DM                      | 13 | Khamis Esmaeel      |  |     |
| DM                      | 5  | Amer Abdulrahman    |  |     |
| RW                      | 16 | Mohamed Abdulrahman |  | 62' |
| AM                      | 10 | Omar Abdulrahman    |  |     |
| LW                      | 7  | Ali Mabkhout        |  |     |
| CF                      | 11 | Ahmed Khalil        |  | 87' |
| Vào thay người:         |    |                     |  |     |
| MF                      | 15 | Ismail Al Hammadi   |  | 62' |
| DF                      | 19 | Ismail Ahmed        |  | 81' |
| MF                      | 4  | Habib Fardan        |  | 87' |
| Huấn luyện viên trưởng: |    |                     |  |     |
| Mahdi Ali               |    |                     |  |     |

| Cầu thủ xuất sắc nhất trận: Omar Abdulrahman (UAE) Trợ lý trọng tài: Jakhongir Saidov (Uzbekistan) Chow Chun Kit (Hồng Kông) Trọng tài bàn: Yamamoto Yudai (Nhật Bản) Trọng tài giám sát: Najah Alhamaidah (Iraq) |

### Qatar v Iran
| Qatar | 0–1      | Iran       |
| ----- | -------- | ---------- |
|       | Chi tiết | Azmoun 52' |

| Qatar | Iran |

| GK                      | 1  | Qasem Burhan             |     |     |
| RB                      | 18 | Mohammed Tresor Abdullah |     |     |
| CB                      | 4  | Almahdi Ali Mukhtar      | 49' |     |
| CB                      | 13 | Ibrahim Majid (c)        |     |     |
| LB                      | 3  | Abdelkarim Hassan        |     |     |
| CM                      | 20 | Karim Boudiaf            |     |     |
| CM                      | 23 | Ahmed Abdul Maqsoud      |     | 73' |
| RW                      | 17 | Ismaeel Mohammad         |     | 60' |
| AM                      | 16 | Boualem Khoukhi          |     |     |
| LW                      | 11 | Hassan Al Haidos         |     |     |
| CF                      | 19 | Mohammed Muntari         |     |     |
| Vào thay người:         |    |                          |     |     |
| FW                      | 10 | Khalfan Ibrahim          |     | 60' |
| FW                      | 9  | Meshal Abdullah          |     | 73' |
| Huấn luyện viên trưởng: |    |                          |     |     |
| Djamel Belmadi          |    |                          |     |     |

| GK                      | 1  | Alireza Haghighi     |     |     |
| RB                      | 11 | Vouria Ghafouri      |     |     |
| CB                      | 4  | Jalal Hosseini       |     |     |
| CB                      | 8  | Morteza Pouraliganji |     |     |
| LB                      | 23 | Mehrdad Pouladi      |     |     |
| CM                      | 14 | Andranik Teymourian  |     | 87' |
| CM                      | 6  | Javad Nekounam (c)   |     |     |
| RW                      | 21 | Ashkan Dejagah       |     |     |
| AM                      | 7  | Masoud Shojaei       | 57' | 72' |
| LW                      | 3  | Ehsan Hajsafi        |     |     |
| CF                      | 20 | Sardar Azmoun        |     | 62' |
| Vào thay người:         |    |                      |     |     |
| FW                      | 16 | Reza Ghoochannejhad  |     | 62' |
| FW                      | 2  | Khosro Heydari       |     | 72' |
| DF                      | 5  | Amir Hossein Sadeghi |     | 87' |
| Huấn luyện viên trưởng: |    |                      |     |     |
| Carlos Queiroz          |    |                      |     |     |

| Cầu thủ xuất sắc nhất trận: Andranik Teymourian (Iran) Trợ lý trọng tài: Abdukhamidullo Rasulov (Uzbekistan) Bakhadyr Kochkarov (Kyrgyzstan) Trọng tài bàn: Mohd Amirul Izwan (Malaysia) Trọng tài giám sát: Jeffrey Goh (Singapore) |

### Iran v UAE
| Iran                 | 1–0      | UAE |
| -------------------- | -------- | --- |
| Ghoochannejhad 90+1' | Chi tiết |     |

| Iran | UAE |

| GK                      | 1  | Alireza Haghighi     |       |     |
| RB                      | 2  | Khosro Heydari       |       | 63' |
| CB                      | 4  | Jalal Hosseini       |       |     |
| CB                      | 8  | Morteza Pouraliganji |       |     |
| LB                      | 23 | Mehrdad Pouladi      | 66'   |     |
| CM                      | 14 | Andranik Teymourian  |       |     |
| CM                      | 6  | Javad Nekounam (c)   | 36'   |     |
| RW                      | 18 | Alireza Jahanbakhsh  |       | 58' |
| AM                      | 17 | Soroush Rafiei       |       |     |
| RW                      | 13 | Vahid Amiri          |       |     |
| CF                      | 20 | Sardar Azmoun        | 45+2' | 72' |
| Vào thay người:         |    |                      |       |     |
| DF                      | 11 | Vouria Ghafouri      |       | 58' |
| FW                      | 21 | Ashkan Dejagah       |       | 63' |
| FW                      | 16 | Reza Ghoochannejhad  |       | 72' |
| Huấn luyện viên trưởng: |    |                      |       |     |
| Carlos Queiroz          |    |                      |       |     |

| GK                      | 1  | Majed Naser (c)   |     |
| RB                      | 14 | Abdelaziz Sanqour |     |
| CB                      | 23 | Mohamed Ahmed     |     |
| CB                      | 6  | Mohanad Salem     |     |
| LB                      | 3  | Walid Abbas       | 26' |
| CM                      | 13 | Khamis Esmaeel    |     |
| CM                      | 5  | Amer Abdulrahman  |     |
| RW                      | 7  | Ali Mabkhout      |     |
| AM                      | 10 | Omar Abdulrahman  |     |
| LW                      | 4  | Habib Fardan      |     |
| CF                      | 11 | Ahmed Khalil      |     |
| Huấn luyện viên trưởng: |    |                   |     |
| Mahdi Ali               |    |                   |     |

| Cầu thủ xuất sắc nhất trận: Reza Ghoochannejhad (Iran) Trợ lý trọng tài: Sagara Toru (Nhật Bản) Nagi Toshiyuki (Nhật Bản) Trọng tài bàn: Muhammad Taqi Al-Jaafari (Singapore) Trọng tài giám sát: Jeffrey Goh (Singapore) |

### Qatar v Bahrain
| Qatar         | 1–2      | Bahrain               |
| ------------- | -------- | --------------------- |
| Al Haidos 68' | Chi tiết | Saeed 35' · Ahmed 82' |

| Qatar | Bahrain |

| GK                      | 1  | Qasem Burhan             |     |     |
| RB                      | 18 | Mohammed Tresor Abdullah |     |     |
| CB                      | 4  | Almahdi Ali Mukhtar      |     |     |
| CB                      | 13 | Ibrahim Majid (c)        |     |     |
| LB                      | 7  | Khalid Muftah            |     |     |
| CM                      | 20 | Karim Boudiaf            |     |     |
| CM                      | 5  | Abdulaziz Hatem          | 34' | 45' |
| RW                      | 11 | Hassan Al Haidos         |     |     |
| AM                      | 8  | Ali Assadalla            |     | 69' |
| LW                      | 16 | Boualem Khoukhi          |     | 85' |
| CF                      | 19 | Mohammed Muntari         |     |     |
| Vào thay người:         |    |                          |     |     |
| MF                      | 23 | Ahmed Abdul Maqsoud      |     | 45' |
| FW                      | 8  | Magid Mohamed            |     | 69' |
| FW                      | 9  | Meshal Abdullah          |     | 85' |
| Huấn luyện viên trưởng: |    |                          |     |     |
| Djamel Belmadi          |    |                          |     |     |

| GK                      | 21 | Hamed Al-Doseri        |     |     |
| RB                      | 15 | Abdullah Omar          |     | 45' |
| CB                      | 13 | Abdulla Al-Haza'a      |     |     |
| CB                      | 17 | Hussain Ali Baba (c)   | 53' |     |
| LB                      | 23 | Rashed Al Hooti        |     |     |
| RM                      | 4  | Sayed Saeed            |     |     |
| CM                      | 8  | Sayed Ahmed            |     |     |
| CM                      | 7  | Abdulwahab Al-Safi     |     |     |
| LM                      | 9  | Abdulwahab Al Malood   |     | 75' |
| CF                      | 12 | Faouzi Aaish           |     |     |
| CF                      | 14 | Jaycee John Okwunwanne |     | 86' |
| Vào thay người:         |    |                        |     |     |
| FW                      | 20 | Sami Al-Husaini        |     | 45' |
| DF                      | 6  | Abdulla Yaser          |     | 75' |
| FW                      | 16 | Abdulla Yusuf Helal    |     | 86' |
| Huấn luyện viên trưởng: |    |                        |     |     |
| Marjan Eid              |    |                        |     |     |

| Cầu thủ xuất sắc nhất trận: Faouzi Aaish (Bahrain) Trợ lý trọng tài: Hamad Al-Mayahi (Oman) Abu Bakar Al Amri (Oman) Trọng tài bàn: Hettikamkanamge Perera (Sri Lanka) Trọng tài giám sát: Najah Raham Rashid (Iraq) |